# 新潟県立分水高等学校
新潟県立分水高等学校（にいがたけんりつ ぶんすいこうとうがっこう）は、新潟県燕市（旧分水町）笈ヶ島に所在する県立高等学校。

## 沿革
- 1983年 - 新潟県立分水高等学校として開校。

## 校歌
- 『新潟県立分水高等学校校歌』（作詞：谷川俊太郎・作曲：細川禊）[1]

## 交通
- JR越後線分水駅徒歩20分。

## 学校行事
- 4月 入学式、対面式(一迎会)
- 5月 中間考査、生徒総会
- 6月 体育祭
- 7月 期末考査、球技大会、
- 9月 水櫻祭（文化祭・仮装行列）、国上山ウォーキング
- 10月 中間考査
- 12月 2年修学旅行、期末考査、球技大会
- 1月 1年スキー旅行
- 2月 学年末考査
- 3月 卒業式、1・2年進路ガイダンス

## 部活動

### 運動部
- 野球部
- ソフトテニス部
- バレーボール部
- バスケットボール部
- 卓球部
- カヌー部

県内のカヌー部では正徳館高校、新潟市立万代高等学校と本校のみに設置されており、2009年に行われた新潟国体の強化校指定を受けている。

### 文化部
- 吹奏楽部
- 音楽部
- 美術部
- 華道部
- 文芸部
- ボランティア部
- 生徒会

## 著名な出身者
- 遠藤麻理（フリーアナウンサー、ラジオパーソナリティ）